# Stephenson County
Stephenson County je okres ve státě Illinois v USA. K roku 2010 zde žilo 47 711 obyvatel. Správním sídlem a zároveň největším městem okresu je Freeport. Celková rozloha okresu činí 1 463 km². Je pojmenován po plukovníku Benjaminu Stephensonovi, který velel vlastnímu pluku během Britsko-americké války. Okres na severu sousedí s Wisconsinem.

## Sousední okresy
| Růžice kompasu | Lafayette County  | Green County      |                  | Růžice kompasu |
| Růžice kompasu | Jo Daviess County | Sever             | Winnebago County | Růžice kompasu |
| Růžice kompasu | Jo Daviess County | Stephenson County | Winnebago County | Růžice kompasu |
| Růžice kompasu | Jo Daviess County | Jih               | Winnebago County | Růžice kompasu |
| Růžice kompasu | Carroll County    |                   | Ogle County      | Růžice kompasu |